# کشتی درجه یک لندینگ پلتفورم دواک
کشتی درجه یک لندینگ پلتفورم دواک (به انگلیسی: Fearless-class landing platform dock) یک کلاس از کشتی است که طول آن ۱۵۸٫۵ متر (۵۲۰ فوت) می‌باشد.